# Collins-klass
Collins är en ubåtsklass i Australiens flotta. Den består av de sex diesel-elektriska ubåtarna HMAS Collins, HMAS Farncomb, HMAS Waller, HMAS Dechaineux, HMAS Sheean, HMAS Rankin, färdigställda 1996-2003.
Ubåts klassen är en förstorad version av svenska Kockums Västergötland-klass. Ubåtarna byggdes av Australian Submarine Corporation vid Osborne Naval Shipyard i Australien
Ubåtarna är bestyckade med Mark 48 torpeder och Harpoon missiler.